# Sky Dragster
Sky Dragster ist der Prototyp des Achterbahntyps Spike Coaster des Herstellers Maurer Rides im Allgäu Skyline Park in Bad Wörishofen und wurde am 6. Juni 2017 eröffnet. Der Spike Dragster zählt zur Kategorie der Powered Coaster, er verfügt also weder über einen Lifthill noch über einen Abschuss.
Das Besondere an der Bahn ist, dass die Fahrgäste selbst beeinflussen können, wie schnell der Wagen über die Strecke fährt. Dazu befinden sich an den Wagen Griffe, wie man sie von Motorrädern her kennt, über die man die Geschwindigkeit des Wagens beeinflussen kann. An einer Seite der Schiene ist eine Zahnstange befestigt. Dadurch ist es möglich, dass die Wagen auch mit geringer Geschwindigkeit größere Höhen schaffen.
Die 271 m lange Strecke, die sich über einer Grundfläche von 20 m × 100 m erstreckt, erreicht eine Höhe von 12 m.

## Wagen
Sky Dragster besitzt zwei einzelne Wagen. In jedem Wagen können zwei Personen hintereinander Platz nehmen. Außerdem verfügen die Wagen über ein Onboard-Soundsystem.